# Saint-Martin-le-Colonel
Saint-Martin-le-Colonel település Franciaországban, Drôme megyében. Lakosainak száma 225 fő (2022. január 1.). Saint-Martin-le-Colonel Bouvante, Oriol-en-Royans és Saint-Jean-en-Royans községekkel határos.

## Népesség
A település népessége az elmúlt években az alábbi módon változott:
| Lakosok száma | 125  | 108  | 145  | 173  | 166  | 187  | 192  | 204  | 210  | 225  |
|               | 1968 | 1982 | 1990 | 2006 | 2013 | 2015 | 2017 | 2019 | 2020 | 2022 |